# Carl Hafström (förläggare)
Carl Hafström, född den 22 juli 1929 i Stockholm, död där den 11 januari 2011, var en svensk bokförläggare.
Efter studentexamen i Stockholm 1949 diplomerades Hafström vid Grafiska institutet 1951, varefter han blev reklamkonsulent vid Eco annonsbyrå samma år. År 1958 kom han till Albert Bonniers förlag, där han först var reklamchef och 1970 blev avdelningschef vid Bonniers juniorböcker. Hafström var förlagschef och verkställande direktör för Bonniers juniorförlag 1979–1982, förlagschef för En bok för alla och Litteraturfrämjandet 1983–1985 samt förlagschef och verkställande direktör för Berghs förlag från 1986. Han var styrelseledamot i Svenska barnboksinstitutet 1981–1986, i Bokbranschens marknadsinstitut 1986–1994, Böckernas klubb från 1988, Svenska bokförläggareföreningen 1991–1996, Bokbranschens finansinstitut från 1996 och Barn- och ungdomsbokrådet 1993–1999. Hafström var ordförande i slalomkommittén inom Stockholms skidförbund 1953–1960 och i Sundbybergs idrottsklubbs slalomsektion 1960–1977.
Carl Hafström var son till direktör Sten Hafström och Asta, född Nilsson. Han var gift med Lillemor Wrenby, som var dotter till Knut Wrenby och Gusti, född Johansson. Makarna vilar på Galärvarvskyrkogården.